# Скьяви-ди-Абруццо
Скьяви-ди-Абруццо (итал. Schiavi di Abruzzo) — коммуна в Италии, располагается в регионе Абруццо, в провинции Кьети.
Население составляет 1265 человек (2008 г.), плотность населения составляет 28 чел./км². Занимает площадь 45 км². Почтовый индекс — 66045. Телефонный код — 0873.
Покровителем коммуны почитается святой Маврикий, празднование 22 сентября.

## Демография
Динамика населения:

## Администрация коммуны
- Официальный сайт: